# Verwaltungsgericht Düsseldorf

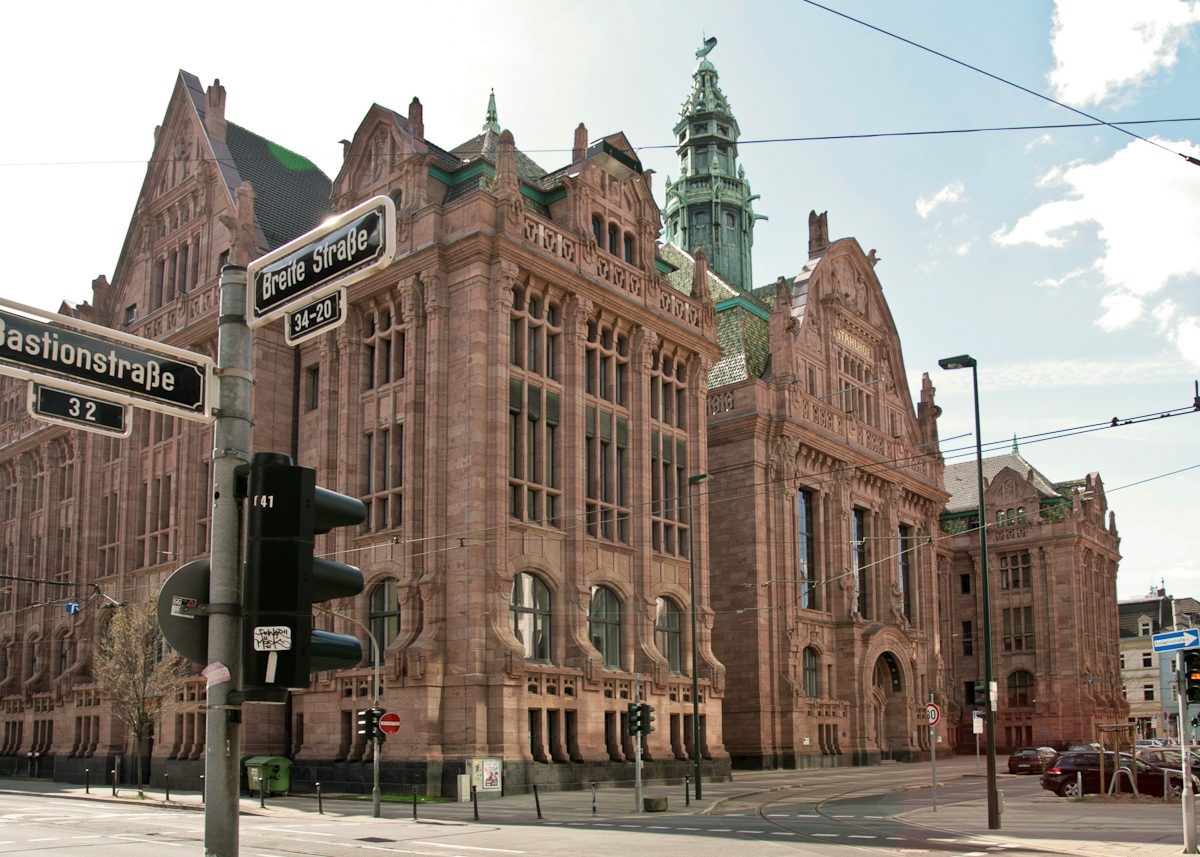
Sitz des Verwaltungsgerichts: der Stahlhof in Düsseldorf

Das Verwaltungsgericht Düsseldorf, ein Gericht der Verwaltungsgerichtsbarkeit, ist eines von sieben Verwaltungsgerichten des Bundeslandes Nordrhein-Westfalen. Es ist nach dem Verwaltungsgericht Berlin das zweitgrößte Verwaltungsgericht Deutschlands.

## Gerichtssitz und -bezirk
Das Verwaltungsgericht (VG) hat seinen Sitz in Düsseldorf. Der Gerichtsbezirk umfasst das Gebiet der kreisfreien Städte Düsseldorf, Duisburg, Krefeld, Mönchengladbach, Mülheim an der Ruhr, Oberhausen, Remscheid, Solingen, Wuppertal sowie das der Kreise Kleve, Mettmann, Neuss, Viersen und Wesel.

## Gerichtsgebäude
Das Gericht residiert seit 1971 in der Bastionstr. 39, dem sogenannten Stahlhof. Das representative Gebäude wurde im Jahre 1908 nach Entwürfen von Johannes Radke in einer Mischung aus Neoromanik und Jugendstil vom „Stahlwerkverband Aktien-Gesellschaft“, die ein Zusammenschluss der deutschen und luxemburgischen Eisen- und Stahlindustrie war, errichtet.

## Präsidenten
- Gerwin Horion (1949–1970)
- Gustav Wabbel (1970–1973)
- Paul Grus (1973–1995)
- Reinhard Klenke (1995–2009)
- Andreas Heusch (seit dem 15. Juli 2009)[4]

## Übergeordnete Gerichte
Übergeordnetes Gericht ist das Oberverwaltungsgericht für das Land Nordrhein-Westfalen in Münster. Auf dieses folgt im Instanzenzug das Bundesverwaltungsgericht in Leipzig.